# Cyttus
Cyttus, rod morskih riba iz porodice Cyttidae. Njezine tri vrste Cyttus australis, Cyttus novaezealandiae i Cyttus traversi jedinini su predstavnici porodice, red Zeiformes. Rasprostranjene su u Atlantskom, Indijskom u Tihom oceanu.
Najveća među njima je Cyttus traversi koja naraste do 54 centimetra, ostale dvije vrste do 41 centimetar.